# Sommer-Universiade 2007/Judo
Die Judo-Wettbewerbe der Sommer-Universiade 2007 fanden vom 13. bis zum 17. August in der thailändischen Hauptstadt Bangkok statt. Es handelte sich um die siebte Austragung dieser Sportart bei den Studentenweltspielen.

## Ergebnisse Männer

### Extra-Leichtgewicht bis 60 kg
| Platz | Athlet             | Land |
| ----- | ------------------ | ---- |
| 1     | Cho Nam-suk        | KOR  |
| 2     | Maksym Korotun     | UKR  |
| 3     | Mostafa Dalirian   | IRN  |
| 3     | Nasir Kischmakow   | RUS  |
| 5     | Howhannes Dawtjan  | ARM  |
| 5     | Samir Attouche     | ALG  |
| 7     | Branislav Schroner | SVK  |
| 7     | Ronald Stegmüller  | AUT  |

### Halb-Leichtgewicht bis 66 kg
| Platz | Athlet             | Land   |
| ----- | ------------------ | ------ |
| 1     | Ramil Gasimov      | AZE    |
| 2     | Sugoi Uriarte      | ESP    |
| 3     | Alessandro Bruyere | ITA    |
| 3     | Armen Nasarjan     | ARM    |
| 5     | Ahmed Abouelkher   | EGY    |
| 5     | Mindja Chomisuri   | GEO    |
| 7     | Aarne Pitkänen     | FIN    |
| 7     | Sung Hsiao-chung   | Taiwan |

### Leichtgewicht bis 73 kg
| Platz | Athlet            | Land |
| ----- | ----------------- | ---- |
| 1     | Masahiko Ōtsuka   | JPN  |
| 2     | Kim Jae-bum       | KOR  |
| 3     | Sergiu Toma       | MDA  |
| 3     | Baitras Kaitmasow | RUS  |
| 5     | Craig Evers       | GBR  |
| 5     | Shi Rongron       | CHN  |
| 7     | Vasile Cojuc      | ROU  |
| 7     | Hussein Hafiz     | EGY  |

### Halb-Mittelgewicht bis 81 kg
| Platz | Athlet                  | Land |
| ----- | ----------------------- | ---- |
| 1     | Grigol Schinjikaschwili | GEO  |
| 2     | Kim Min-kyu             | KOR  |
| 3     | Hirotaka Kato           | JPN  |
| 3     | Farmon Kabulov          | UZB  |
| 5     | Iwan Nifontow           | RUS  |
| 5     | Reza Chahkhandagh       | IRN  |
| 7     | Thomas Davis            | ITA  |
| 7     | Mikalaj Barkouski       | BLR  |

### Mittelgewicht bis 90 kg
| Platz | Athlet             | Land |
| ----- | ------------------ | ---- |
| 1     | Khurshid Nabiev    | UZB  |
| 2     | Nicolas Brisson    | FRA  |
| 3     | Karolis Bauža      | LTU  |
| 3     | Dmitri Gerasimenko | RUS  |
| 5     | Amar Benikhlef     | ALG  |
| 5     | Hesham Mesbah      | EGY  |
| 7     | David Pérez        | ESP  |
| 7     | Choi Cheon         | KOR  |

### Halb-Schwergewicht bis 100 kg
| Platz | Athlet                   | Land |
| ----- | ------------------------ | ---- |
| 1     | Takamasa Anai            | JPN  |
| 2     | Franck Moussima          | CMR  |
| 3     | Kim Jung-hoon            | KOR  |
| 3     | Egidijus Žilinskas       | LTU  |
| 5     | Thierry Fabre            | FRA  |
| 5     | Naidangiin Tüwschinbajar | MNG  |
| 7     | Jauhen Bjadulin          | BLR  |
| 7     | Bálint Farkas            | HUN  |

### Schwergewicht über 100 kg
| Platz | Athlet              | Land |
| ----- | ------------------- | ---- |
| 1     | Kim Sung-bum        | KOR  |
| 2     | Dmitri Sterchow     | RUS  |
| 3     | Saeid Khosravinejad | IRN  |
| 3     | Jerbolat Jussupow   | KAZ  |
| 5     | Adam Okruaschwili   | GEO  |
| 5     | Jauheni Kawaleuski  | BLR  |
| 7     | Frédéric Lecanu     | FRA  |
| 7     | Vitalii Cebanu      | MDA  |

### Offene Klasse
| Platz | Athlet               | Land |
| ----- | -------------------- | ---- |
| 1     | Satoshi Ishii        | JPN  |
| 2     | Aleksandar Petković  | SRB  |
| 3     | Witalij Poljanskij   | UKR  |
| 3     | Adam Okruaschwili    | GEO  |
| 5     | Amel Mekić           | BIH  |
| 5     | Andrew Burns         | GBR  |
| 7     | Vyacheslav Pereteyko | UZB  |
| 7     | Ulan Ryskul          | KAZ  |

### Teambewerb
| Platz | Land       | Athleten |
| 1     | Japan      | Satoshi Ishii Shinya Katabuchi Takamasa Anai Hirotaka Kato Masahiko Ōtsuka Toshiaki Umetsu Hiroaki Hiraoka Mai Tateyama            |
| 2     | Frankreich | Jeremy Cadoux Duc Jordan Amoros Frédéric Lecanu Thierry Fabre Mickael Remilien Antoine Jeannin Jérôme Wustner Nicolas Brisson      |
| 3     | Russland   | Dmitri Gerasimenko Batrads Kaitmasow Aschab Kostojew Alexei Gladkow Iwan Nifontow Dmitri Sterchow Nasir Kischmachow Mansur Issajew |
| 3     | Südkorea   | Cho Nam-suk Kim Kwang-sub Kim Jae-bum Kim Min-gyu Choi Cheon Kim Jung-hoon Kim Sung-bum Baeg Chul-sung                             |

## Ergebnisse Frauen

### Extra-Leichtgewicht bis 48 kg
| Platz | Athlet               | Land |
| ----- | -------------------- | ---- |
| 1     | Tomoko Fukumi        | JPN  |
| 2     | Natalija Kondratjewa | RUS  |
| 3     | Séverine Pesch       | GER  |
| 3     | Meriem Moussa        | ALG  |
| 5     | Laëtitia Payet       | FRA  |
| 5     | Francesca Congia     | ITA  |
| 7     | Carmen Bogdan        | ROU  |
| 7     | Amelie Rosseneu      | BEL  |

### Halb-Leichtgewicht bis 52 kg
| Platz | Athlet                | Land |
| ----- | --------------------- | ---- |
| 1     | Mönchbaataryn Bundmaa | MNG  |
| 2     | Lee Jee-hae           | KOR  |
| 3     | Iwona Machalek        | POL  |
| 3     | Anusch Hakobjan       | ARM  |
| 5     | Alina Ten             | KAZ  |
| 5     | Laurie Wiltshire      | CAN  |
| 7     | Delphine Delsalle     | FRA  |
| 7     | Nieva Larraya         | ESP  |

### Leichtgewicht bis 57 kg
| Platz | Athlet               | Land |
| ----- | -------------------- | ---- |
| 1     | Nae Udaka            | JPN  |
| 2     | Yahaira Aguirre      | ESP  |
| 3     | Choe Kyong-sil       | PRK  |
| 3     | Kim Mee-hwa          | KOR  |
| 5     | Sarah Loko           | FRA  |
| 5     | Han Guizhong         | CHN  |
| 7     | Miryam Roper         | GER  |
| 7     | Schahana Almammadowa | AZE  |

### Halb-Mittelgewicht bis 63 kg
| Platz | Athlet           | Land   |
| ----- | ---------------- | ------ |
| 1     | Emmanuelle Payet | FRA    |
| 2     | Wang Chin-fang   | Taiwan |
| 3     | Hilde Drexler    | AUT    |
| 3     | Marta Labasina   | RUS    |
| 5     | Olena Sajko      | UKR    |
| 5     | Jennie Bonsant   | CAN    |
| 7     | Sarina Aldikowa  | KAZ    |
| 7     | You Mee-won      | KOR    |

### Mittelgewicht bis 70 kg
| Platz | Athlet             | Land |
| ----- | ------------------ | ---- |
| 1     | Yoriko Kunihara    | JPN  |
| 2     | Park Ka-yeon       | BEL  |
| 3     | Catherine Roberge  | CAN  |
| 3     | Erica Barbieri     | ITA  |
| 5     | Kim Yun-a          | PRK  |
| 5     | Beata Raińczuk     | POL  |
| 7     | Gemma Gibbons      | GBR  |
| 7     | Kaliema Antomarchi | CUB  |

### Halb-Schwergewicht bis 78 kg
| Platz | Athlet            | Land |
| ----- | ----------------- | ---- |
| 1     | Sayaka Anai       | JPN  |
| 2     | Lee So-yeon       | KOR  |
| 3     | Lucie Louette     | FRA  |
| 3     | Marylise Lévesque | CAN  |
| 5     | Liu Meilu         | CHN  |
| 5     | Marta Tort        | ESP  |
| 7     | Flora Mchitarjan  | RUS  |
| 7     | Aksana Ablamskaja | BLR  |

### Schwergewicht über 78 kg
| Platz | Athlet              | Land |
| ----- | ------------------- | ---- |
| 1     | Tong Wen            | CHN  |
| 2     | Belkıs Zehra Kaya   | TUR  |
| 3     | Mika Sugimoto       | JPN  |
| 3     | Natalja Sokolowa    | RUS  |
| 5     | Aline Puglia        | BRA  |
| 5     | Marylise Lévesque   | CAN  |
| 7     | Émilie Andéol       | FRA  |
| 7     | Małgorzata Górnicka | POL  |

### Offene Klasse
| Platz | Athlet              | Land   |
| ----- | ------------------- | ------ |
| 1     | Liu Huanyuan        | CHN    |
| 2     | Lee Jung-eun        | KOR    |
| 3     | Sedrine Portet      | FRA    |
| 3     | Mai Tateyama        | JPN    |
| 5     | Iryna Jadkouskaja   | BLR    |
| 5     | Sarina Abdrassulowa | KAZ    |
| 7     | Cheng Chiu-jung     | Taiwan |
| 7     | Aljona Kantejewa    | RUS    |

### Teambewerb
| Platz | Land       | Athletinnen |
| ----- | ---------- | --- |
| 1     | Japan      | Mika Sugimoto Sayaka Anai Yoriko Kunihara Moe Kawasaki Nae Udaka Tomoko Fukumi Nozomi Hirai Mai Tateyama                               |
| 2     | Frankreich | Lucie Louette Delphine Delsalle Émilie Andéol Laëtitia Payet Sarah Loko Emmanuelle Payet Sandrine Portet Magali Leguay                 |
| 3     | Südkorea   | Jung Ji-sun Kim Mee-hwa Lee Je-hee You Mee-won Lee So-yeon Jung Ji-won Lee Jung-eun Park Ka-yeon                                       |
| 3     | Russland   | Irina Sabludina Natalja Sokolowa Natalja Kondratjewa Marta Labasina Natalja Burowa Flora Mchitarjan Aljona Kantejewa Ljudmila Alparowa |